# Анексія Буковини Румунським королівством
Анексія Буковини Румунським королівством — сукупність політичних подій та військової операції (9 листопада—2 грудня 1918), проведених місцевими румунськими політичними колами та румунськими військами з метою приєднання всієї території колишнього коронної землі Герцогства Буковина до Румунського королівства, зокрема Північної Буковини, яка була заселена переважно українцями та стала частиною ЗУНР.

## Історичні передумови

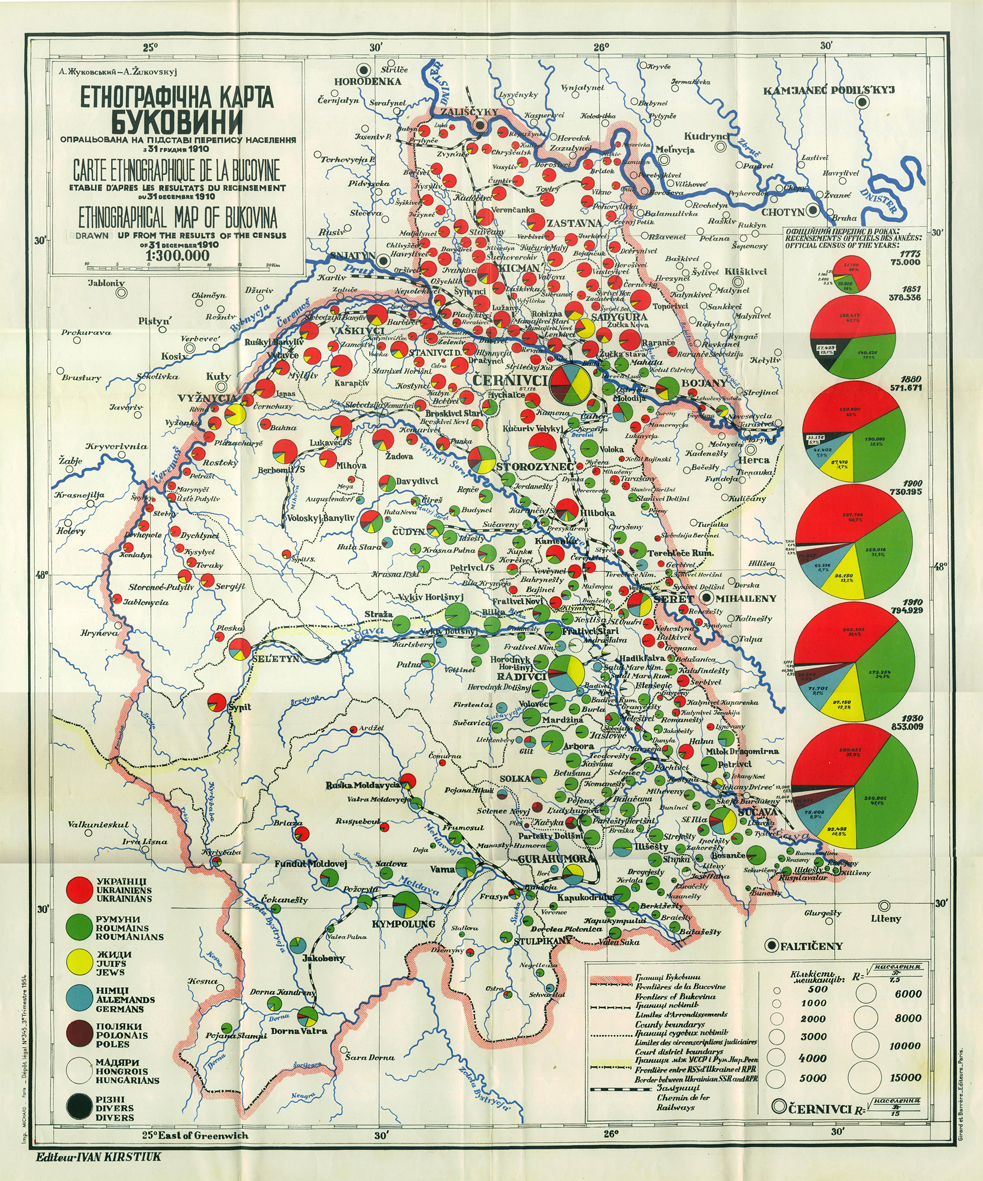
Етнографічна мапа Буковини складена на основі перепису 1910 р.

Територія, яка станом на 1918 рік була Герцогством Буковина, протягом століть перебувала у складі різних держав. За результатами Російсько-турецької війни (1768—1774) Османська імперія зазнала значних територіальних втрат. Усвідомлюючи можливість втрати контролю ще й над Молдовою, Оcманська імперія звернулася до Франца II за піддтримкою і посередництвом у переговорах з Російською імперією. У свою чергу, Габсбурзька монархія, бажаючи покращити сполучення між своїми володінни, висунула претензії на частину буковинської землі (Сучавський та Черновицький цинути). Вимоги аргументувалися тим, що за першим поділом Речі Посполитої (1772) Габсбурги володіли Галичиною, та відповідно мали право на всі історичні землі колишнього Галицького князівства. Після підписання Османською імперією та Австрією (7 травня 1775, Константинополь) конвенції про передачу цих територій, було утворено дистрикт Буковина, який пізніше (1786) перетворено на Буковинський округ Королівства Галичини та Володимирії. У січні 1849 р. цісар Франц Йосиф I надав цим землям статус окремої коронної землі й утворив Буковинське герцогство.
У 1910 р. було проведено перепис населення за яким домінували українці їх було 305101 (38,39 %) та румуни 273254 (34,38 %). При цьому, перші були найбільшою етнічною групою у північній частині герцогства, другі — у південній. Щодо чисельності румунського населення 1910 року історики зауважили його завищення внаслідок «значної фальсифікації перепису 1910 року» румунськими політичними колами.

На початок війни своє бачення подальшої долі Герцогства Буковина було як у Австро-Угорщини, яка прагнула зберегти край в якості своєї коронної землі із можливим розширенням за рахунок Хотинщини та частини Ботошанщини, так і у Російської імперії, яка прагнула розширити свою територію за рахунок руських земель. В свою чергу представники Румунського королівства визначали територію Буковини як анексовану Австрією (1775) у Молдови. В якості правонаступника Молдавського князівства, Румунія наполягала на своєму «історичному праві» володіти цими землями. У зв'язку з цим румунський король, як одну з умов вступу своєї держави у війну, ставив вимогу Антанті погодитись на приєднання (у майбутньому) Герцогства Буковина до Румунського королівства. Вказане питання стало предметом тривалих російсько-румунських переговорів. Представники Румунії наполягали на своєму «історичному праві» на всю територію герцогства. Максимум на що погоджувалася румунська сторона на початку переговорів — уступити землі на північ від Прута. Під тиском союзників, в 1916 році вдалося досягнути домовленостей про майбутній поділ Буковинського герцогства на північну та південну частини. При цьому, межиріччя Дністра й Прута відходило Російській імперії, а землі південніше Сучави — Румунському королівству. Долю решти території домовилися вирішити пізніше, враховуючи етнічний склад населених пунктів. Проте вже 9 лютого 1918 р. Центральні Держави підписали з УНР Берестейський мирний договір. Згідно таємного протоколу передбачалося приєднання української частини Східної Галичини до Буковини і створення так званого Коронного краю, який мав би автономію у складі Австро-Угорщини. 

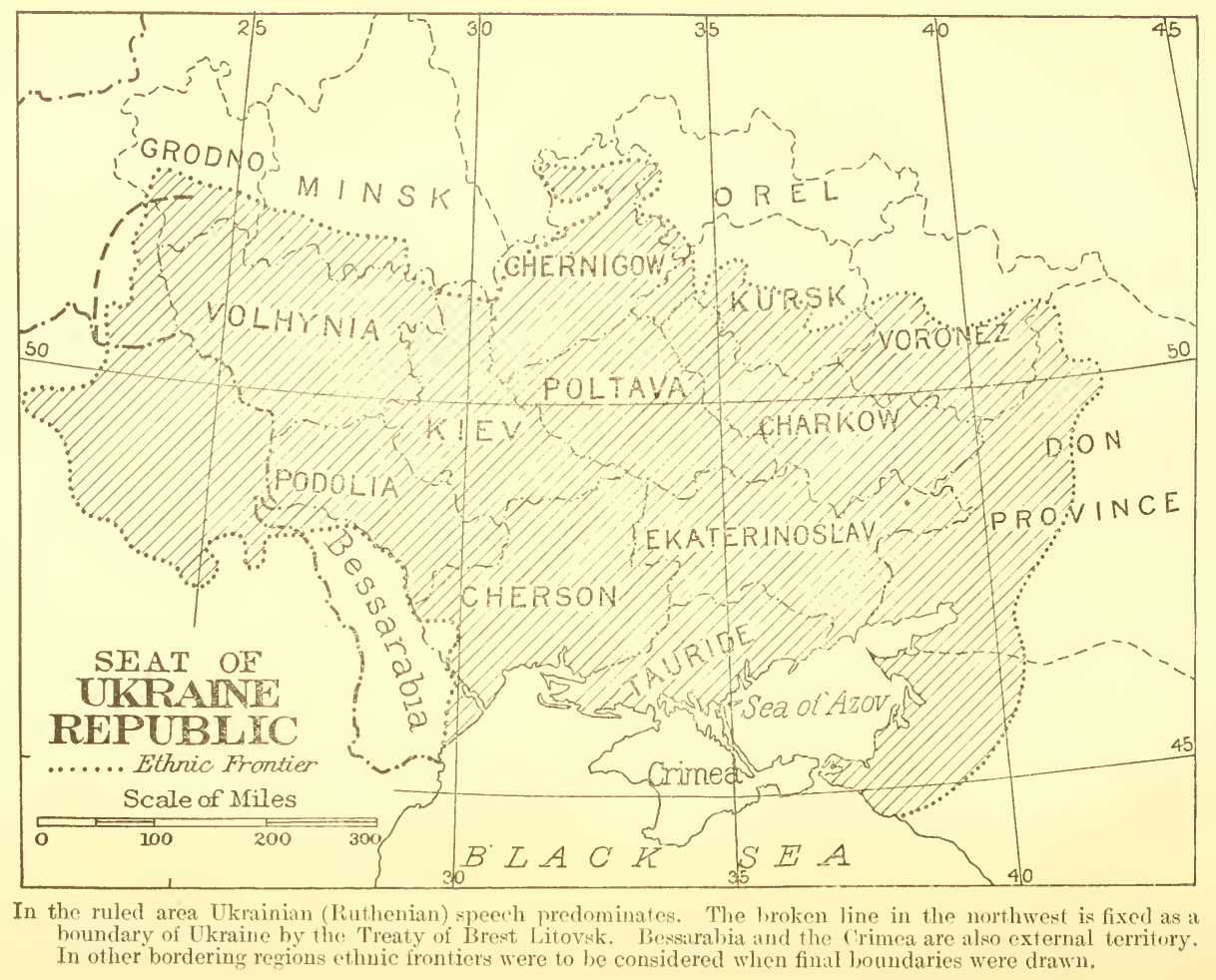
України за Берестейським миром із зображенням етнічних меж українців. Створена і видана Урядовою службою друку США в 1918 році.

Паралельно з подіями на Галичині, розвивався український національний рух і на Буковині. 25 жовтня було створено Крайовий Комітет, як складову частина Української Національної Ради у Львові та розпочато підготовку до проведення Буковинського віче 3 листопада. 27 жовтня румуни скликали народні збори, куди прийшло близько 300—400 людей. Вони обрали Румунську Національну раду на чолі з Янку Флондором і ухвалили резолюції протестувати проти поділу Буковини та наполягати на об'єднанні з Румунією. Тим часом Український Крайовий Комітет затвердив проект звернення (маніфесту) до українського народу Буковини. 2 листопада офіцери розпустили 41-й та 22-й піхотні полки, які розташовувались у Чернівцях, і в українців не залишилось зібраної військової сили для оборони свого права, то ж довелось збирати добровольців. 3 листопада українці провели 10 тисячне Буковинське віче у Чернівцях, де проголосило возз'єднання Північної Буковини з Україною. Віче також висловило протест проти спроб Румунської національної ради оголосити всю Буковину «румунською землею». 6 листопада 1918 року владу на території Північної Буковини перебрав Український комітет на чолі з О. Поповичем, а на території Південної Буковини (румунської) — А. Ончул.

## Окупація Буковини

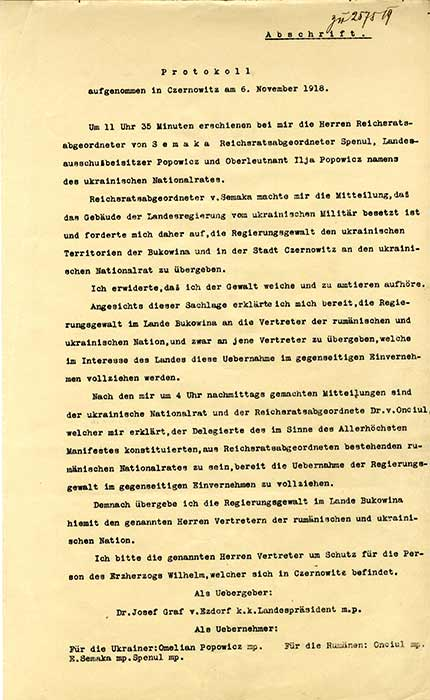
Протокол передачі державної влади від австрійської до української та румунської адміністрацій — 6 листопада 1918 року

6 листопада прикордонники на чолі з майором Антоном Антонеску входять до м. Сучава.
7 листопада румунські прикордонники, кавалерія та жандарми захоплюють Гурагумору.
8 листопада частини 8-ї дивізія ген. Задіка розпочали рух, щоб увійти на територію Буковини. Дивізія складалась з 3 груп:
- Група Дорогой (згодом Драгош), на чолі з полковником Думітру Ґеорґіу
- Група Ботошани (Олександр Добрий), полк. Віктор Томоровеану
- Група Фалтичени (Сучава), полк. Алекс Ротару.

Координацію групи Драгош та Сучава здійснювали генерали Арістід Лекка та Іон Некульча.
Чисельність дивізії не перевищувала 3000 погано забезпечених осіб. Кожна група складалась із приблизно 600 осіб, до них також приєднали прикордонників, невеликі загони кінноти, артилерію та кулеметні відділи.
Над Чернівцями румунський літак розкидав листівки з повідомлення від ген. Задіка про прихід румунського війська з метою захисту населення від анархії і встановлення порядку. Того ж дня відбулось засідання Крайового Комітету, де Ілько Попович висловив план щодо військового спротиву румунській окупації, але інші члени Комітету вважали військові дії безперспективними і обговорювали евакуацію до Галичини. По закінченню дискусій Комітет вирішив почати мобілізацію, звернутись до Львова по військову допомогу та звернутись з листом-протестом проти окупації до ген. Я.Задіка.
|                 | ...на засіданні Ради повідомив я про розташування румунської дивізії вже в Глібоці над Серетом, першого більшого села на українській Буковині, і пропонував: 1.своїми трьома сотнями окружити в ночі рум.дивізію, викликавши переполох у боязких румунів, і так примусити їх до втечі, або 2. хоч утворити фронт над Прутом рятуючи тим північну Буковину. Для цього треба було зірвати всі мости над Прутом і перевести негайно мобілізацію в північній частині краю. |
| — Ілько Попович | |

9 листопада румунські війська займають Сірет, Тарашани та Глибоку. Того ж дня, згідно румунських джерел, з Новоселиці до Чернівців прибуває рота румунських вояків (які дезертирували з австро-угорського війська) під командуванням поручника (лейтенанта) Іллі Лазара.

Після отримання повідомлення про перебування румунського війська в Глибоці на засіданні українського Крайового Комітету приймають рішення залишитись усім на своїх посадах і покинути їх тільки перед збройним примусом. Президенту Пн. Буковини Омеляну Поповичу, як найбільш імовірному переслідованому румунською владою, дозволено виїхати, якщо він того забажає. Військові відділи мали покинути Чернівці тільки під натиском румунської армії, забираючи з собою військове майно. 

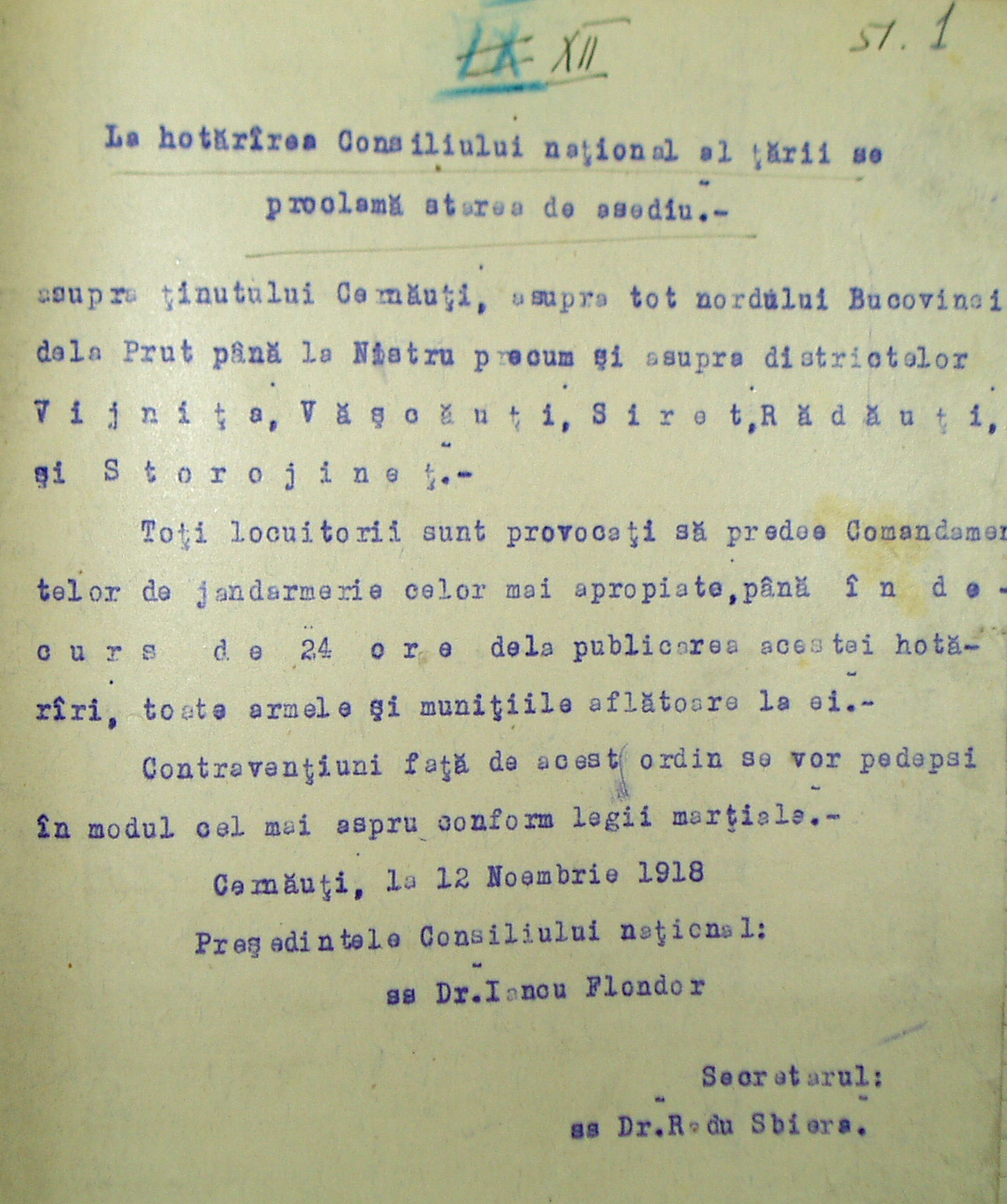
Рішення Румунської Національної Ради про оголошення стану облоги на Буковині

10 листопада Румунія вдруге вступає у війні на боці Антанти і король Румунії Фердинанд І видає офіційну прокламацію, щодо надання військової допомоги населенню Буковини у відповідь на звернення Румунської Національної Ради. Вночі 10 листопада сотник Радомський та Мирон Кордуба прибувають до Глибоки, де передають лист-протест проти окупації ген. Задіку. Того ж таки дня на міській ратуші Чернівців вивішують румунський прапор. Чернівцями починають пересуватись добровольчі румунські та польські патрулі. Українські військові добровольчі відділи, через повідомлення про входження до краю 8-ї дивізії перебувають у замішанні, частина з них (в ніч з 9 на 10 листопада) відступає за р. Прут, евакуюючи при цьому військове майно.
11 листопада румунські війська захоплюють Чернівці. Наступного дня Генеральний штаб наказом № 166 наказав продовжити просування до північного, східного та західного кордонів Буковини.
12 листопада Румунська Національна Рада приймає закон про державну владу на Буковині і владу перебирають румунські урядовців на чолі з Янку Флондором.
13 листопада відбувся бій біля станції с. Лужани між українськими добровольчим частинами та підрозділами 8-ї румунської дивізії.
Уряд скликає на 28 листопада Генеральний конгрес Буковини у залі резиденції митрополитів Буковини та Далмації, який проголосить унію з Румунією. До участі в конгресі окрім румунських делегатів долучились німецькі та польські представників, а єврейські та українські представники відмовились брати участь. Під час конгресу заступник голови українського Крайового Комітету — В. Залозецький вислов свій протест проти окупації краю. Конгрес надіслав прохання до центрального уряду Румунії та короля, щодо об'єднання з Румунією. Після завершення з'їзду румунський мер м. Чернівці оголосив, що площа перед ратушею від тепер буде називатись площею Унії.
Король Румунії Фердинанд санкціонував акт унії указом № 3744 від 31 грудня 1918 р.